# Agía Iríni (Malevízi)
Pour les articles homonymes, voir Agía Iríni.
Agía Iríni (grec moderne : Αγία Ειρήνη), ou Ayía Iríni, est un village du dème de Malevízi, de l’ancienne municipalité de Krousónas, dans le district régional d’Héraklion en Crète, en Grèce. Selon le recensement de 2001, il compte 20 habitants, puis 16 habitants en 2011.
Agía Iríni est située dans la partie ouest de l’ancienne préfecture d’Héraklion, dans un endroit montagneux qui domine le petit ruisseau de Gazanos, à l’extrémité ouest de Psilorítis. Il est situé à une altitude moyenne de 630 mètres et à environ 23 km, au sud-ouest, d’Héraklion.

## Source de la traduction
- (el) Cet article est partiellement ou en totalité issu de l’article de Wikipédia en grec moderne intitulé « Αγία Ειρήνη Κρουσώνος Ηρακλείου » (voir la liste des auteurs).